# 山県市文化の里古田紹欽記念館
山県市文化の里古田紹欽記念館（やまがたしぶんかのさとふるたしょうきんきねんかん）は、岐阜県山県市にある博物館である。
山県郡下伊自良村（後の伊自良村。現在の山県市）出身の仏教学者、古田紹欽の著書、絵、書等の収集、保管及び展示をする施設である。

## 概要
- 古田紹欽の業績の他、日本文化、山県市の歴史、文化などを顕彰。心豊かな人づくりと魅力あるまちづくりを推進することを目的とする施設である[1]。
- 元は山県郡伊自良村が2000年度に事業を着手した施設である[2]。完成は伊自良村が高富町、美山町と合併し、山県市が発足した後の2003年（平成15年）7月である[2]。同年11月3日に開館[2]。
- 古田紹欽の書、画の展示する。また、寄贈された古田紹欽の蔵書、約一万冊を保管されている。

## 施設概要
1階
- 第一展示室

古田紹欽の書、画の展示。交流関係の紹介。
- 第二展示室

古田紹欽の著書、関連図書の配架、貸し出し。
- 学びの間

山県市の歴史文化、観光などを紹介。
- 百道菴

自在の間、任運の間、茶室があり、講演会や茶会、会議などの開催が可能。茶室では呈茶が行われる（有料）。
- コミュニティスペース

しゃくなげの里（農産物直売所）
2階
- 紹欽心の間

屋外
- 庭園

人口の滝、水盤、紅葉などで構成される庭園。野点などを行うことが可能。

## 利用案内
- 所在地：岐阜県山県市洞田127番地131
- 開館時間：9:00 - 17:00[3]
- 休館日：月曜日（その日が祝日の場合、その翌日）、休日の翌日（当該翌日が土・日曜日、休日である場合は開館）、年末年始（12月28日 - 1月3日）[3]
- 入館料：無料

## 交通アクセス
- ハーバス伊自良線「文化の里」バス停より徒歩すぐ
  - 山県バスターミナルより「伊自良湖口」行き

## 周辺施設
- 山県市役所伊自良支所
- 山県市立伊自良中学校
- 山県市文化の里花咲きホール
- 山県市図書館・美術館・歴史民俗資料館
- 山県市伊自良総合運動公園
- 山県市伊自良ふれあい・さわやかドーム